# Sierra Grande Airport
Sierra Grande Airport är en flygplats i Argentina.   Den ligger i provinsen Río Negro, i den södra delen av landet, 1 000 km sydväst om huvudstaden Buenos Aires. Sierra Grande Airport ligger 229 meter över havet.
Terrängen runt Sierra Grande Airport är lite kuperad. Trakten runt Sierra Grande Airport är nära nog obefolkad, med mindre än två invånare per kvadratkilometer.. Närmaste större samhälle är Sierra Grande, 2,1 km sydväst om Sierra Grande Airport. 
Omgivningarna runt Sierra Grande Airport är i huvudsak ett öppet busklandskap.